# My Father's Dragon (filme de 2022)
My Father's Dragon (no Brasil e em Portugal: O Dragão do Meu Pai) é um longa-metragem irlandês-estadunidense animado de aventura e fantasia de 2022 dirigido por Nora Twomey com roteiro de Meg LeFauve, que co-escreveu a história com John Morgan. É baseado no livro infantil homônimo de 1948 de Ruth Stiles Gannett.
Co-produzido pela Netflix Animation, Mockingbird Pictures, Cartoon Saloon e Parallel Films, o filme estava originalmente planejado para estrear em 2021 na Netflix, mas foi adiado para 11 de novembro de 2022. O filme foi bem recebido pela crítica.

## Enredo
Uma narradora invisível conta a história de seu pai, Elmer Elevator, quando ele era mais jovem. Ele e sua mãe Dela possuíam uma loja de doces em uma pequena cidade, mas foram forçados a fechar e se mudar quando os clientes diminuíram. Eles vão para uma cidade distante, onde planejam abrir uma nova loja, mas acabam perdendo todo o dinheiro que economizaram para sobreviver.
Elmer logo faz amizade com uma gata e, eventualmente, tem a ideia de mendigar o dinheiro necessário para a loja, apenas para sua mãe lhe dizer que é uma causa perdida. Irritado, Elmer corre para as docas para ficar sozinho. A gata vem até ele e começa a falar, para seu espanto. Ela diz que em uma ilha, conhecida como "Ilha Selvagem", além da cidade, encontra-se um dragão que provavelmente pode ajudá-lo. Elmer aceita a tarefa e é levado até a ilha por uma baleia alegre chamada Soda. Uma vez que eles chegam à Ilha Selvagem, Soda explica que um gorila chamado Saiwa está usando o dragão para impedir que a ilha afunde.
Elmer liberta o dragão, um pateta chamado Boris, e eles partem em uma jornada para encontrar uma tartaruga chamada Aratuah, a fim de descobrir como Boris pode impedir que a ilha afunde pelo próximo século, já que esse é um rito de passagem necessário para se tornar um "Grande dragão" e que já foi realizado pelo irmão mais velho de Boris, Horácio, mas ele não pode voar por ter sua asa torcida depois que Elmer o salva. Durante a caminhada, Boris revela seu medo de água e fogo e faz um acordo com Elmer, que pede que Boris o ajude a arrecadar dinheiro para a loja de sua mãe. Ao longo do caminho, eles encontram alguns dos habitantes da ilha, como Cornelius, o crocodilo, os irmãos tigres Sasha e George e uma mãe rinoceronte chamada Iris, enquanto tentam fugir de Saiwa e seu exército de macacos.
Eles logo chegam à concha de Aratuah, onde Elmer descobre que ele faleceu, mas mantém isso em segredo de Boris. Iris os leva para descansar em uma grande flor, e Boris diz que sempre pode contar com Elmer pois ele não tem medo de nada. Eles são encontrados por Saiwa e seu grupo. Saiwa revela que já sabia da morte de Aratuah, o que irrita Kwan, seu 2° em comando, que vai embora usando um cogumelo gigante como jangada, convencido de que não há mais chance de salvar a ilha. Enquanto tentam fugir, Boris consegue ajeitar sua asa e a dupla parte voando. Elmer tem uma epifania e percebe que a ilha está sendo puxada para baixo por três grandes raízes abaixo da água. Ele convence Boris a usar toda a sua força para puxar a ilha e conseguem se livrar de duas das raízes. No entanto, Boris se assusta com o fogo no topo da montanha e a ilha tomba para o lado, enquanto Elmer cai no oceano.
Elmer é salvo por Saiwa, que conta que ele e os outros animais estão evacuando a ilha e repreende Elmer por querer usar Boris para benefício próprio. Ele então revela que quando descobriu sobre a morte de Aratuah, decidiu manter segredo com medo de deixar todos em pânico e que ficou ainda mais preocupado quando Boris apareceu para salvar a ilha, por conta de sua personalidade pateta. Querendo consertar as coisas, Elmer volta para a ilha onde Boris lhe diz que encontrou uma maneira de salvá-la pulando no fogo, mas que está com medo. Elmer o conforta e garante que estará junto dele. O corpo de Boris explode e magicamente levanta a ilha do mar, finalmente se tornando um Grande dragão.
Boris leva Elmer para casa, passando por Kwan e Soda no meio do caminho. Chegando nas docas, Elmer diz que Boris não precisa mais ajudá-lo e rompe seu acordo, afirmando que, mesmo com medo, enfrentará seus problemas. O garoto se reúne com sua mãe e o filme termina com Elmer abraçando sua nova vida na cidade com sua filha narrando o final da história.

## Produção
Em junho de 2016, foi relatado que a Cartoon Saloon estava desenvolvendo uma adaptação de My Father's Dragon, com Tomm Moore e Nora Twomey co-dirigindo. Em novembro de 2018, a Netflix anunciou que havia aderido ao projeto, com apenas Twomey como diretora.
Em abril de 2022, o elenco foi revelado junto com uma primeira imagem do filme, com os irmãos Mychael e Jeff Danna como os compositores da trilha sonora.